# Торрес, Сандра
Сандра Торрес Казанова (исп. Sandra Julieta Torres Casanova; род. 5 октября 1955, San Belmopan, Петен) — гватемальский политик, бывшая Первая леди Гватемалы (2008—2011), генеральный секретарь партии Национальный союз надежды.

## Биография
Сандра Торрес родилась в Мельчор-де-Менкосе департамента Эль-Петен в семье Энрике Торреса и Терезы Казановы. Окончила Университет Сан-Карлос, имеет степень по коммуникационным наукам. Кроме этого, получила степень магистра в области общественной политики Университета Рафаэля Ландивара.

## Участие в президентских кампаниях
Планировала участвовать как кандидат в президентских выборах 2011 года, но была дисквалифицирована. На следующих президентских выборах 2015 года была выдвинута кандидатом от партии Национальный союз надежды, набрала 19,76 % голосов, заняла 2-е место и вышла во 2-й тур, где уступила Джимми Моралесу, получив 32,56 %.
Вновь баллотировалась на президентских выборах 2019 года и участвовала в некоторых опросах, хотя в связи с возможными нарушениями финансирования избирательных кампаний у неё возникли юридические сложности в Конституционном суде. В итоге вновь финишировала второй.
Вновь баллотировалась на президентских выборах 2023 года: в первом туре 25 июня ни один кандидат не набрал более 50 % голосов и во второй тур вышли Торрес и Бернардо Аревало; 20 августа состоялся второй тур, где она, вновь, заняла второе место с результатом 39.09 %.